# Михајло Бутраковић
Михајло Бутраковић (Сремска Митровица, 12. април 2006) српски је професионални фудбалер. Игра на позицији везног играча, а тренутно наступа за Војводину.

## Статистика
Ажурирано 1. новембра 2023.
| Клуб      | Сезона   | Лига             | Лига    | Лига   | Национални куп | Национални куп | Европа  | Европа | Укупно  | Укупно |
| Клуб      | Сезона   | Дивизија         | Наступи | Голови | Наступи        | Голови         | Наступи | Голови | Наступи | Голови |
| --------- | -------- | ---------------- | ------- | ------ | -------------- | -------------- | ------- | ------ | ------- | ------ |
| Војводина | 2023/24. | Суперлига Србије | 2       | 0      | 1              | 0              | —       | —      | 3       | 0      |
| Каријера  | Каријера | Каријера         | 2       | 0      | 1              | 0              | 0       | 0      | 3       | 0      |